# 小雁塔

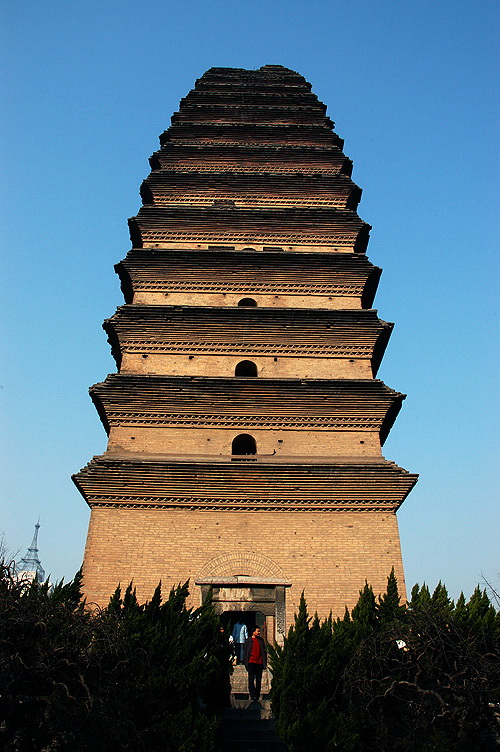
小雁塔

小雁塔（しょうがんとう、簡体字中国語: 小雁塔、拼音: Xiǎoyàn Tǎ）とは、中国・西安にある煉瓦の仏塔。唐代の景龍中（707年 - 710年）に長安城内の大薦福寺に建立された。
長安城の城坊では、中央部に近い、左街の安仁坊（旧・安民坊、太宗の名の「民」字を避諱。）の西北隅に当たる、薦福寺の子院（塔頭）である浮図院に建てられた。

## 概要
唐の中宗が、父・高宗の追善のために薦福寺を造営した時、宮人たちに銭を募って建てられた。全て磚でつくられ、15層88mの優美な形をしていた。薦福寺に住した三蔵・義浄が仏舎利や経典、仏像を安置するのに使用したと考えられる。上にまで登れるが、それを題材にした詩はほとんどない。
北宋の時に修復されたが、明代の地震などによって崩壊し、高さは、現状で13層43mとなっている。
大薦福寺の伽藍は変則的に配置されており、小雁塔は安仁坊にあるが、大薦福寺は、北隣の開化坊に在った。一名を華厳塔とも言う。
宋代以降、しばしば地震等で被災しており、数次の重修を経て今日の姿となっている。その中でも著名なのは、明の嘉靖34年（1555年）に記された塔下層に残る題記に見える、地震の被害と復旧にまつわる逸話である。それによれば、地震によって塔が二つに裂けたが、再度の地震によって元の姿に戻った、という。成化末年（1487年）に起こった地震で、塔に反対側が見える程の亀裂が走ったが、正徳末年（1521年）の地震により、ひと晩で塔が復旧した、と記されている。大薦福寺は中華民国時期に廃寺となったが、小雁塔は文化大革命直前の1964年から2年間で塔の大修復が行われ、2つに裂けていた塔の本体は現在のように修復された。
現在は旧・大薦福寺の境内全体が西安博物館の区域内となっている。西安博物館は入場料は無料だが、中国国籍の人は公民証を、外国人はパスポートを提示して入場券を手に入れなくてはならない。小雁塔は一番上まで登ることができるが、2016年9月現在30元の入場券が必要となる。（※2019年12月21日現在、塔内へは入場禁止）。入場券は西安博物館の入場券発行所の隣か、小雁塔に隣接する建物内の売店で購入できる。最上階である13階は地震で崩れたため現在屋根がなくなっており、屋上のようになっている。
2014年に「シルクロード:長安-天山回廊の交易路網」の一部として世界遺産に登録された。

## 現地情報
※2019年12月21日現在、塔内へは入場禁止

## 関連事項
- 大雁塔